# 毛曼青冈
毛曼青冈（学名：Cyclobalanopsis gambleana）为壳斗科青冈属下的一个种。